# Règle de concours de saut d'obstacles
Les règles de concours de saut d'obstacles (CSO) varient d'un pays à l'autre, même si chaque pays essaie de se rapprocher le plus possible des concours internationaux.
Ces règles sont très précises et concernent tous les aspects de la compétition : 
- Les règlements techniques (les plus proches possibles des règlements internationaux), concernent en particulier le déroulement des épreuves (terrain, barèmes, obstacles, etc.).
- Les règlements spécifiques qui concernent en particulier la gestion administrative des concours.

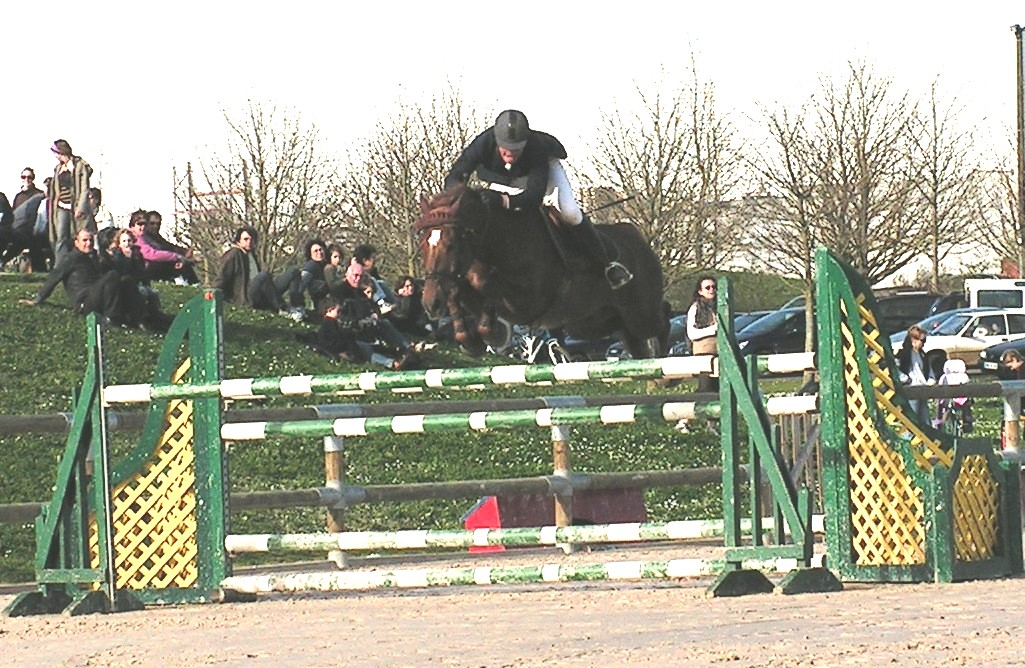
Niort en France (Mars 2007)

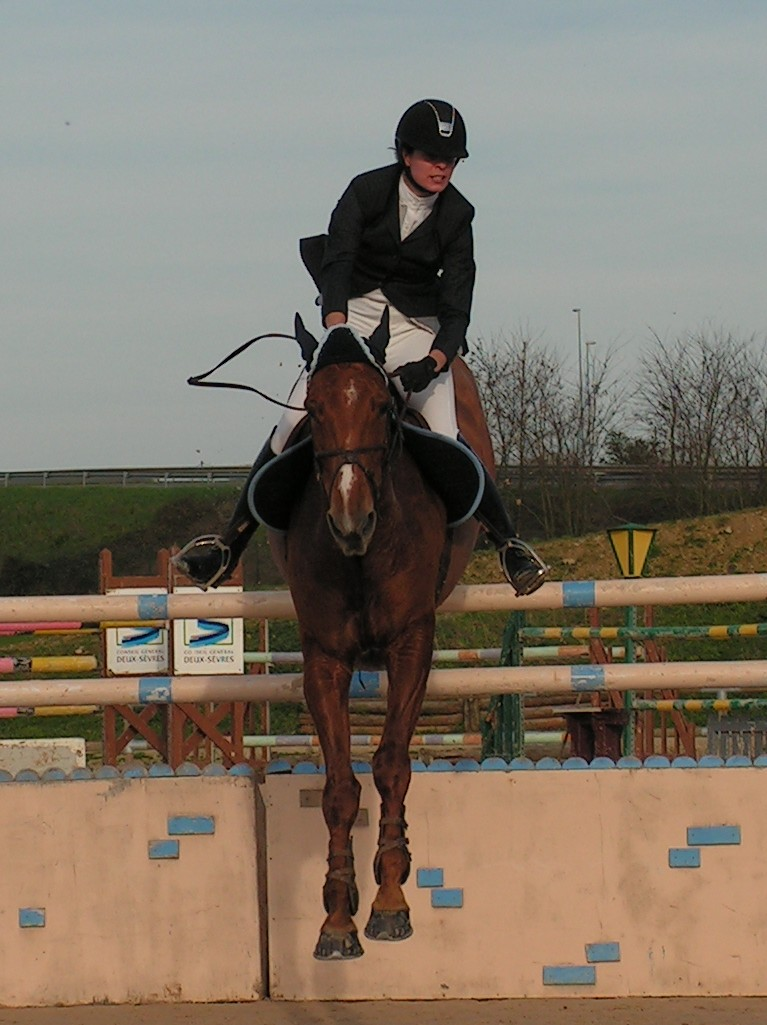
Niort en France (Mars 2007)

- Les règlements spécifiques aux championnats.

## Règlement technique

### Les pistes, les terrains d'entraînement (paddock) et structures

#### La piste
La piste est le terrain sur lequel se déroule le parcours de concours de saut d'obstacles.
Les dimensions (longueur et largeur) et la nature (sable, herbe, sciure, etc.) doivent être indiquées dans le programme.
La piste doit être clôturée par tous moyens non dangereux. Pendant le parcours d'un concurrent, toutes les entrées et les sorties du terrain doivent être closes.

#### Le paddock
Le paddock est le terrain sur lequel se déroule l'échauffement des concurrents avant le parcours. Il doit être de dimension suffisante. Le nombre de chevaux admis est sous la responsabilité du commissaire au paddock.

#### Autres structures
Le jury doit être installé dans une tribune indépendante. Depuis cette tribune, le jury doit avoir la vision de tous les obstacles du parcours.
Un secrétariat doit être prévu du début à la fin des épreuves. Il est placé sous la responsabilité du Président du jury.
Un tableau d'affichage doit mentionner les informations suivantes :
- numéro de téléphone du vétérinaire et du maréchal-ferrant de service,
- l'ordre de départ des concurrents,
- le plan du parcours.

Toutes ces informations doivent être indiquées au plus tard 30 minutes avant le début de l'épreuve.

### Barèmes des épreuves

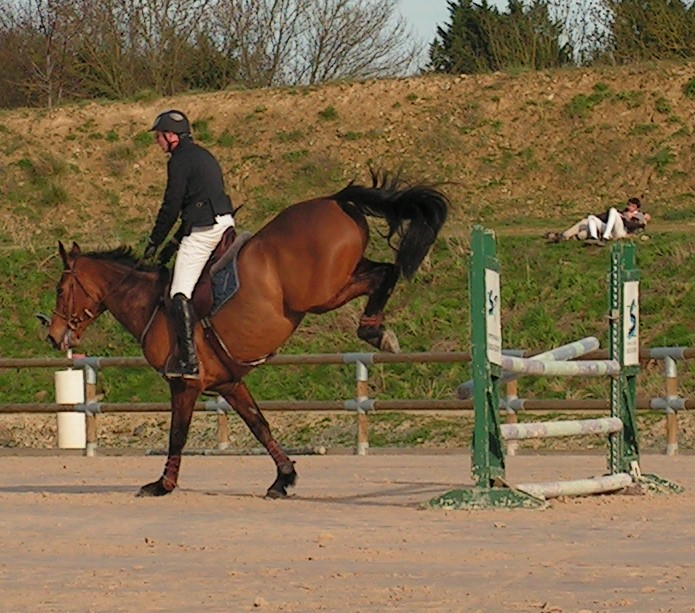
Barème A : une barre qui tombe coûte 4 points.

#### Barème A
- quatre points par barre tombée,
- quatre points pour le premier refus,
- quatre points pour le deuxième refus,
- élimination pour le troisième (deuxième en BE) refus,
- élimination pour chute du cavalier et/ou du cheval,

La plupart des épreuves de sauts d'obstacles se déroulent selon le Barème A. Il existe plusieurs types d'épreuves se disputant au barème A comme les épreuves au chrono, en deux phases, à temps différé, à difficultés progressives, sans chrono et sans barrage, sans chrono avec barrage, avec chrono avec barrage, en deux manches, à barrage immédiat, des six barres, de puissance, etc.

#### Barème C
Les fautes sont pénalisées en secondes. Ces secondes sont ajoutées au temps mis par le concurrent à réaliser son parcours.
- une barre tombée coûte huit secondes,
- il n'y a pas de pénalisation en cas de désobéissance du cheval (refus ou dérobade). Le couple est déjà pénalisé par le temps pris pour retenter de sauter l'obstacle,
- élimination pour trois refus,
- élimination pour une chute,
- élimination si le concurrent met plus du d'un certain temps : 2 min pour un parcours de moins de 600 m et 3 min pour un parcours de plus de 600 mètres.

### Types d'épreuves
Il existe une grande diversité d'épreuves en saut d'obstacles. Il peut exister des variantes en fonction des règlements nationaux, ainsi certains types d'épreuves autorisés en concours international peuvent être interdits en concours national.

#### Épreuves classiques

##### Épreuve avec barrage après
Ce type d'épreuve se déroule au Barème A avec ou sans chronomètre.
S'il existe plusieurs cavaliers sans fautes, ceux-ci seront départagés sur un deuxième parcours appelé « barrage » qui se déroule une fois que tous les concurrents ont fait leur parcours.
S'il n'existe qu'un seul sans faute, il n'y a pas de barrage. Le cavalier sans faute gagne l'épreuve.
S'il n'y a pas de cavaliers sans faute, le barrage est disputé avec les premiers cavaliers ayant un nombre égal de pénalités.
Le barrage se déroule sur un parcours dont certains obstacles peuvent être différents. La hauteur ou la largeur des obstacles sont parfois légèrement augmentées. Les concurrents sont classés selon les pénalités et le temps.
Si le nombre de cavaliers au barrage est inférieur au quart du nombre de participants, la suite du classement est constituée selon les pénalités et le temps si l'épreuve s'est courue au chrono, selon les pénalités seules si l'épreuve s'est courue sans chrono.

##### Épreuve en deux manches
Cette épreuve comporte deux parcours identiques ou différents. Tous les concurrents participent à la première manche.
Le nombre de compétiteurs qualifiés pour la deuxième manche dépend de ce qui est spécifié dans l'avant programme, mais doit concerner au moins 25 % meilleurs de la première manche. Dans tous les cas, tous les concurrents sans pénalité sont qualifiés.
En fonction de la formule choisie dans l'avant programme, ce type d'épreuve peut contenir un barrage ou non :
| Manche 1            | Manche 2 | Barrage                                  |
| ------------------- | --- | ---------------------------------------- |
| Sans chrono         | Sans chrono - Ordre de départ inverse du classement de la 1re manche. L'ordre de la 1re manche est conservé en cas d'égalité de pénalité                                  | Ordre de départ identique à la 2e manche |
| Avec chrono         | Sans chrono - Ordre de départ inverse du classement de la 1re manche | Ordre de départ identique à la 2e manche |
| Avec ou sans chrono | Au chrono - Ordre de départ inverse du classement de la 1re manche. L'ordre de la 1re manche est conservé en cas d'égalité de pénalité (cas des 1res manches sans chrono) | Pas de barrage                           |

##### Épreuve à barrage immédiat
L'épreuve se déroule sur neuf ou dix obstacles maximum au chronomètre ou sans. Une ou deux combinaisons sont autorisées.
Si le couple a passé la ligne d'arrivée sans pénalité, le jury sonne la cloche pour signifier au concurrent de rester sur le terrain pour le barrage. Après la cloche, le concurrent dispose de 30 ou 45 secondes (temps établi avant le début de l'épreuve par le jury) pour franchir la ligne de départ du barrage. Le barrage est constitué d'un maximum de cinq ou six obstacles.
Le classement est établi de la même façon que pour les épreuves à barrage après.

##### Vitesse
L'épreuve de vitesse se court entièrement au chronomètre avec un Barème A ou un Barème C.
L'épreuve dite « de chasse » est une variante de la vitesse. Des obstacles alternatifs sont autorisés donnant la possibilité de raccourcir le parcours en franchissant le plus difficile. Les parcours de chasse doivent si possible comporter certains obstacles naturels tels que buttes, talus, fossés, etc.

##### Épreuve au barème A à temps différé
Ce type d'épreuve se déroule sur un parcours d'au moins 11 obstacles. Le début du parcours est réalisé sans chronomètre et à partir des obstacles No 6, 7, ou 8 jusqu'à la ligne d'arrivée au chronomètre.
Le classement s'effectue par addition des points sur l'ensemble du parcours. À égalité de points, les concurrents sont départagés par le temps de la deuxième partie du parcours.

##### Épreuve en deux phases
L'épreuve est composée d'une première phase de huit à neuf obstacles et d'une deuxième phase de quatre à six obstacles.
Les concurrents pénalisés ou ayant dépassé le temps accordé lors de la première phase sont prévenus par la cloche à la réception du dernier obstacle et ne peuvent pas continuer sur la deuxième phase.
L'épreuve peut se disputer selon l'une des formules suivantes :
| Sans chrono | Sans chrono | Les sans fautes aux deux phases sont premiers. Si nécessaire, le classement est établi selon les pénalités de la 2e phase puis selon les pénalités de la 1re phase |          | |
| Sans chrono | Au chrono   | Le classement est établi selon les pénalités et le temps de la 2e phase puis si nécessaire selon les pénalités de la 1re phase                                     |          | |
| Au chrono   | Au chrono   | Le classement est établi selon les pénalités et le temps de la 2e phase puis selon les pénalités et le temps de la 1re phase si nécessaire , Barème A              | Barème C | Selon le temps total (temps + pénalités converties en temps selon le Barème C) de la 2e phase et selon les pénalités de la 1re phase si nécessaire |
| A           | Barème C    | Selon le temps total (temps + pénalités converties en temps selon le Barème C) de la 2e phase et selon les pénalités et le temps de la 1re phase si nécessaire     |          | |

#### Puissance

##### Généralités
L'épreuve se déroule toujours au Barème A sans chronomètre. En cas d'égalité pour la première place, il y aura des barrages successifs. Si, après le 3e barrage, il y encore égalité pour la première place, les concurrents peuvent décider de ne pas effectuer le 4e barrage. Après le 4e barrage, le jury doit arrêter l'épreuve, même s'il existe encore plusieurs concurrents à la première place.

##### Puissance
Le parcours initial est composé de quatre à six obstacles dont un mur ou à défaut un vertical de remplacement constitué par exemple de palanques surmontées d'une barre. Le mur (ou le vertical) doit être l'obstacle le plus haut du parcours. Il est possible d'utiliser un mur avec un plan incliné du côté où le cheval prend sa battue.
Les barrages se dérouleront sur un seul obstacle de largeur et le mur (ou vertical de remplacement). Ces deux obstacles seront augmentés par le chef de piste au fil des barrages sauf si les concurrents à égalité pour la première place ont été pénalisés au parcours précédent. Dans ce cas les obstacles du barrage ne seront pas augmentés.

##### Épreuve des six barres
Six obstacles droits sont placés sur une ligne droite à deux foulées (environ 11 mètres) de distance les uns des autres. Si la piste est trop petite, il est possible de réduire le nombre d'obstacles.
Les obstacles peuvent être tous de la même hauteur ou à hauteurs progressives. En cas de refus ou de dérobade, le compétiteur doit reprendre le parcours à l'obstacle où la faute a été commise.

#### Épreuves par équipes

##### Coupe des nations
Cette épreuve est disputée par équipe de quatre concurrents de même nationalité. Elle est jugée au Barème A et se déroule sur deux manches.
Après la première manche, un classement intermédiaire est effectué en additionnant les pénalités des trois meilleurs couples de chaque équipe pour établir l'ordre de passage de la deuxième manche.
Le classement définitif est établi à l'issue de la deuxième manche par addition des points de la première manche avec les points obtenus par les trois meilleurs équipiers lors de la deuxième manche.

##### Épreuve relais
Ce type d'épreuve est disputé par équipe de deux ou trois concurrents qui entrent ensemble en piste. Les concurrents doivent effectuer le même parcours à tour de rôle selon le Barème C.
Le chronomètre est déclenché lorsque le premier concurrent passe la ligne de départ et il est arrêté lorsque le dernier concurrent passe la ligne d'arrivée. Après le premier concurrent, les concurrents suivants ne peuvent franchir leur premier obstacle que lorsque le cheval de leur prédécesseur a posé ses antérieurs à la réception de son dernier obstacle.
L'équipe est éliminée à la quatrième désobéissance ou à la première chute ou lorsqu'un équipier est éliminé ou lorsqu'un équipier, en relayant, prend sa battue avant que le cheval de son prédécesseur n'ait posé les antérieurs au sol.

#### Épreuves spéciales

##### Épreuve à difficultés progressives
Cette épreuve se dispute sur un parcours de huit à dix obstacles à difficultés croissantes. La difficulté peut être liée autant à la hauteur, qu'à la difficulté du tracé ou liée à l'obstacle lui-même (position, soubassement, etc.). Les combinaisons ne sont pas autorisées.
L'obstacle no 1 donne 1 point, le no 2 donne 2 points, et ainsi de suite. Si un obstacle est renversé, aucun point n'est compté.
Le dernier obstacle de l'épreuve peut être un obstacle alternatif : 
- la partie la plus facile a un nombre de points normal (de 8 à 10 selon le nombre d'obstacles du parcours),
- la partie la plus difficile (appelé Jocker) a un nombre de points doublé. Si le cheval renverse le jocker, les points du jocker sont retranchés du total.

Si l'épreuve se déroule au chronomètre, les concurrents sont départagés par les points obtenus et par le temps quand il y a égalité de points.
Si l'épreuve se déroule sans chronomètre, un barrage départagera les premiers. Le barrage contient au moins six obstacles (déjà sautés au premier parcours) qui peuvent être montés et ou élargis. Les obstacles du barrage sont sautés dans le même ordre qu'au parcours initial et donnent, s'ils sont franchis sans fautes, le même nombre de points.

##### Prix du champion
Épreuve aussi appelée « Épreuve par éliminations successives ». Dans cette épreuve, les concurrents s'affrontent simultanément deux par deux sur des parcours identiques. Auparavant, il faut que les concurrents se soient qualifiés grâce à une autre épreuve séparée du programme. L'épreuve est jugée au Barème A ou au Barème C.
Les gagnants de chaque manche se qualifient pour la manche suivante, jusqu'à ce que les deux finalistes se disputent la victoire de l'épreuve. Les perdants d'une même manche sont classés à égalité.
Le cavalier doit effectuer toute l'épreuve (qualification comprise) avec le même cheval. Un concurrent qui pénètre dans le parcours de son rival et ainsi gène ce dernier sera éliminé.
Au barème A, toute faute (barre, refus, dérobade) est sanctionnée par un point. Le concurrent ayant réussi à obtenir le moins de points gagne la manche. En cas d'égalité, le concurrent le plus rapide gagne.
Au Barème C, toute faute est sanctionnée par trois secondes. En cas d'égalité de temps, le premier à franchir la ligne d'arrivée gagne.
Dans le cas d'un refus, le concurrent est pénalisé selon le barème en vigueur (A = 1 point ou C = 3 secondes), mais il continue son parcours sans sauter cet obstacle et sans attendre que cet obstacle soit reconstruit.

##### Épreuve «choisissez vos points»
Le chef de piste attribue de 10 à 120 points à chaque obstacle placé sur le terrain en fonction de sa difficulté. Chaque obstacle doit être construit pour être sauté dans les deux sens et aucun ne doit être une combinaison.
Le concurrent dispose de 45 à 90 secondes (au choix de l'organisateur) pour sauter tous les obstacles qu'il souhaite dans n'importe quel ordre et n'importe quel sens. Il peut franchir les lignes de départ et d'arrivée dans n'importe quel sens. Au bout du temps accordé (45 à 90 secondes), une cloche prévient le cavalier qui doit alors passer la ligne d'arrivée. Si le cheval prend sa battue au moment où la cloche sonne la fin du temps, les points de l'obstacle comptent si celui-ci est franchi correctement.
Le concurrent gagnant est celui qui a accumulé le plus de points. À égalité de points les concurrents sont départagés au temps mis entre le passage de la ligne de départ et le passage de la ligne d'arrivée.
Chaque obstacle ne peut être franchi que deux fois. S'il est franchi une troisième fois, le concurrent n'est pas éliminé mais il ne gagne pas de points. Les obstacles renversés ne sont pas reconstruits pendant le parcours. Si le concurrent ressaute cet obstacle, aucun point n'est comptabilisé. Les refus ne sont pénalisés que par la perte de temps qu'ils occasionnent.
Un obstacle intitulé « Joker » peut être prévu. Comme les autres obstacles, le Joker peut être sauté deux fois. 200 points sont attribués à chaque fois qu'il est franchi correctement mais 200 points sont retirés s'il est renversé.

##### Épreuve contre-la-montre
Tous les obstacles ont la même valeur et peuvent être franchis dans n'importe quel ordre et dans n'importe quel sens comme dans l'épreuve « choisissez vos points ». Les combinaisons sont interdites Dans le temps imparti (60 à 90 secondes), le cavalier et le  cheval doivent franchir le maximum d'obstacles. Chaque obstacle (saut d'obstacles) correctement franchi donne deux points, chaque obstacle renversé donne 1 point.
Après la cloche signalant la fin du temps imparti le concurrent doit aller sauter un autre obstacle. Le chronomètre est arrêté à la réception de cet obstacle dont les points ne sont pas comptabilisés.
Le gagnant de l'épreuve est celui qui, dans le temps imparti, a obtenu le plus de points. En cas d'égalité de points, c'est le temps qui départage les concurrents.

##### Épreuve «choisissez votre itinéraire»
Cette épreuve se court selon le barème C.
Aucune combinaison n'est autorisée. Les obstacles  peuvent être franchis dans n'importe quel sens (sauf indication contraire sur le plan du parcours) selon un ordre choisi par le concurrent. Les lignes de départ et d'arrivée peuvent être franchies dans un sens ou dans l'autre.
Si le concurrent n'a pas fini son parcours dans les 120 secondes, il est éliminé.

##### Derby
Le Derby se dispute au Barème A ou au Barème C sur une distance allant de 1 000 à 1 300 mètres. Il doit comporter au moins 30 % d'obstacles naturels. Ces obstacles peuvent être constitués d'une partie fixe ainsi que d'une partie supérieure pouvant tomber.
Lors de certains concours qui ne possèdent pas les structures complètement adaptées au Derby, il est possible d'associer un tracé sur le terrain de saut d'obstacles (carrière) et un tracé sur une surface extérieure (cross, spring garden) avec des obstacles naturels.
Seuls les chevaux de sept ans ou plus peuvent participer à un Derby.

##### Épreuve de combinaisons
L'épreuve peut être jugée au Barème A ou au Barème C. Le parcours se déroule sur six obstacles. Le No 1 est obligatoirement un obstacle simple et les autres sont des combinaisons. Il doit y avoir au moins un triple.
S'il y a barrage, les obstacles du barrage doivent comprendre un double, un triple et quatre simples. Pour réaliser ce parcours, les éléments des combinaisons du parcours initial ont été supprimés.

### Autres règles
Tous les éléments et tous les acteurs des concours internationaux sont réglementés :
- Éliminations, disqualifications, amendes.
- Temps et vitesse : en concours international, la vitesse minimale peut varier de 350 à 400 mètres  par minute. La ligne de départ doit être franchie au maximum 45 secondes après la sonnerie du départ.
- Classement : seuls les 25 % des couples ayant obtenu les meilleurs résultats entrent dans le classement des épreuves et reçoivent une prime lorsque les épreuves sont dotées.
- Qualification des concurrents et des chevaux : depuis 2006, chaque cheval doit posséder un passeport international pour participer à concours international à l'étranger, ou de plus de 2 étoiles à l'intérieur de son pays.
- Qualification des techniciens internationaux (jury, chefs de pistes, etc.).
- Contrôle antidopage, suivi vétérinaire.
- Obstacles : des taquets de sécurité sont obligatoires.
- Pénalités en parcours.

## Règlement spécifique aux concours nationaux

### France

#### Généralités
Le règlement est mis à jour tous les ans par la Fédération française d'équitation.
Un livret de synthèse est édité en début d'année. Y sont décrits ce que doivent contenir les programmes des concours, la classification des épreuves, les qualifications des chevaux et des cavaliers, les côtes des épreuves, les dotations, les engagements, les prix, les jurys, les chefs de piste, commissaires au paddock, le service médical et vétérinaire, les contrôles sanitaires et antidopage.

#### Règles spécifiques

##### Chevaux
Les chevaux doivent être inscrit dans un stud book reconnu officiellement et être inscrit sur la liste A des chevaux de sport. L'inscription sur la liste A des chevaux de sport s'effectue auprès des Haras nationaux. Les propriétaires de chevaux issus de stud book non français doivent faire traduire les papiers.
Depuis 2006, les chevaux doivent identifiés grâce à un transpondeur, puce électronique implantée dans l'encolure.

##### Cavaliers
Pour participer à des épreuves de niveau égal ou supérieur à la quatrième catégorie, le cavalier doit posséder le diplôme galop 7, anciennement éperon d'argent ou deuxième degré.

##### Types d'épreuves
Les épreuves contre-la-montre ne sont pas autorisées hors concours internationaux.

##### Surclassements des cavaliers
Les cavaliers entre 12 et 18 ans peuvent se surclasser d'une catégorie sauf pour les championnats et les critériums, et sauf pour les cavaliers de 5e catégorie. Les cavaliers Amateur entre 16 et 21 ans peuvent opter pour la catégorie pro, mais pour toute la durée du concours.

#### Règlements spécifiques aux championnats et aux coupes
Les règlements spécifiques aux championnats et aux coupes   concernent notamment la catégorisation des championnats, les engagements, les qualifications des cavaliers et des chevaux, les dotations, le déroulement des épreuves, les cotes des obstacles, etc.

### Source
- Règlement des concours de sauts d'obstacles, Fédération française d'équitation, édition Lavauzelle 2005, pour tout ce qui concerne les règles communes et encore d'actualité (2008) pour les concours internationaux et les concours français.
- Mises à jour conformément au Règlement CSO 2011 pour internet avec rectificatif 20110103 FFE - Règlement CSO